# LEADERS リーダーズ
『LEADERS リーダーズ』（リーダーズ）は、2014年3月22日、23日21:00 - 23:23にTBS系で二夜連続で放送された日本のスペシャルドラマ。主演は佐藤浩市。
トヨタ自動車創業者、豊田喜一郎をモデルに、国産自動車開発に人生をかけた人々を描く。視聴率は前編13.7%・後編15.4%（ビデオリサーチ、関東地区・世帯・リアルタイム）。
2017年3月26日の21:00 - 23:24に第2弾『LEADERS II』が放送された。視聴率は10.7%（ビデオリサーチ、関東地区・世帯・リアルタイム）。それに先立ち、同年3月20日の19:00 - 22:54に、2014年版の作品を4時間に再編集した『LEADERS 特別編 ディレクターズカット』が放送された。

## あらすじ

### LEADERS リーダーズ
1929年、第二次世界大戦の発端となった世界恐慌の最中、欧米先進国より50年は工業技術が遅れていると言われた我が国に自動車で世界に挑もうとした男がいた。愛知自動織機製作所（モデルは豊田自動織機製作所）常務・愛知佐一郎が外国車の解体から始めたゼロからの乗用車開発は挫折の繰り返しであった。佐一郎を支えたのは同じ夢を追う社員たちだった。しかし5年を費やして乗用車を完成したときには戦争の足音が迫っていた。自動車生産は国の許可制となり佐一郎は軍用でも使用できるトラックの大量生産に踏み切る。佐一郎を社長としてアイチ自動車工業が設立されたが、戦争は仲間たちをも戦地に連れ去り、工場の一部も軍需工場として連合軍の爆撃に合い炎上した。そして皮肉にも爆撃の翌日に終戦を迎えるのだった。
戦後にはGHQによる公職追放や会社解散の危機、異常なインフレと戦後不況（安定恐慌）の中でも、佐一郎は奮迅を続け念願の小型乗用車の開発に成功した。しかし、GHQと日銀総裁・財部による金融引き締め策によって資金難という大きな試練が立ちはだかった。ライバル社が人員整理を断行する中、佐一郎は「社員は家族と同じだ」と頑なに拒否した。その危機をメインバンクの3銀行を中核とした取引銀行25行の協調融資で乗り切ろうとするも、メインバンクの一つ西国銀行の度重なる拒否に経理部長の近藤が心痛のあまり病に倒れ力尽きた。副社長の石山は西国銀行抜きの融資を画策し日銀に救済を申し出る。しかし一民間企業に日銀が融資するのは過去に例がないことから、経営再建までアイチ自動車は日銀の管理下に置くことが条件とされた。
そして日銀からの経営再建案は、販売会社の設立と、佐一郎が頑なに拒否し続けていた1600人もの人員整理だった。

### LEADERS II
1934年、10年前の関東大震災によって物資輸送網が断絶された苦い経験から、日本の自動車需要は急速に加熱。欧州勢に加えて、アメリカのフォード、ゼネラルモータース（GM）の本格参入によって日本の市場はまさに外国車販売の戦国時代へ突入していた。
愛知にあるGM車販売店「日の出モータース」の支配人・山崎亘はアメリカ流の販売方針を押し付けられることに抵抗し、事あるごとに改善を訴えてきた。だが、大阪に拠点を置くGMは、一販売店の意見に耳を傾けることはなかった。
そんなある日、大阪からの帰りに山崎は、鈴鹿峠の山道で立ち往生しているシボレーを、背広のまま修理する男・愛知佐一郎に出会う。これが「アイチ自動車」販売店第一号となり、佐一郎を支え続けることになる山崎と、国産乗用車で世界に挑もうとした佐一郎の、運命の出会いとなる。

## 登場人物

### 主要人物
愛知 佐一郎
演 - 佐藤浩市
愛知自動織機常務 → アイチ自動車社長。愛知自動織機社を創業した天才発明家・愛知佐助の息子。国産自動車の実現に生涯を捧げ、あらゆる難関に大胆な方法で立ち向かう。「人材は宝、社員は家族、乏しきを分かつ」 の理念で、仲間全てを敬い大切にする。
モデルは豊田喜一郎。
山梨 良夫
演 - 香川照之
日本銀行総裁秘書 → 同名古屋支店長。財部を敬愛するが、佐一郎にも共鳴。当初は国産乗用車に消極的だったが、アイチ自動車従業員の仕事ぶりに感銘を受け、再建に骨を折る。
モデルは高梨壮夫。
愛知 晴子
演 - 山口智子
佐一郎の妻。佐一郎の考えを尊重し、家の食料も社員に提供。佐一郎の好物・カレーを社員たちにふるまったり、戦災社員を離れに住まわせたりと、家族同然によく面倒を見る。
東山 雪乃
演 - 宮沢りえ
本郷食堂従業員 → 料亭女将。結婚後辞めたが、病気を患った母の代わりに店に出たところで、佐一郎と再会。佐一郎に仄かな思いを抱いていた。戦争で夫を失い、病床の母の看病のため、夫の知人であった山梨の紹介で料亭で働きながら財部のGHQ接待を手伝う。
石山 又造
演 - 橋爪功
愛知自動織機社長 → アイチ自動車副社長 → 社長。当初は自動車に反対だったが、佐一郎の熱意で翻意。無謀な方法で理想を追う佐一郎を、現実的な考えで支える。日銀の要求を呑み、人員整理の準備を三宅と密かに進めた結果、労働争議を引き起こしてしまう。
モデルは石田退三。
山崎 亘
演 - 岡田浩暉（I） / 内野聖陽（II）
日の出モータース店長。ゼネラルモータース（GM）の代理店をしていたが、佐一郎との出会いをきっかけにアイチに鞍替えする。
モデルは山口昇（愛知トヨタ初代社長）。
菊間 武二郎
演 - 大泉洋（特別出演）
「若草自動車販売」（モデルは日産自動車）から移籍してくる。
モデルは菊池武三郎（奈良トヨタ初代社長）。
日下部 誠
演 - 東出昌大
山崎を信頼し苦楽を共にする、日の出モータースの若き営業マン。
酒田 健太郎
演 - 郷ひろみ
日本GMの代理店「酒田ガレージ」社長。モデルはヤナセ。
飯田 キヨ
演 - 菅野美穂
山崎行きつけの料亭の娘。山崎のことを影に日向に見守る。
大島 磯吉
演 - 山﨑努
大島商会→大島プレス工業社長。後にアイチへの部品供給会社で構成される「協愛会」会長に。
モデルは小島プレス工業創業者の小島濱吉。

### アイチ自動車工業
モデルはトヨタ自動車。
愛知 正二
演 - 椎名桔平
アイチ自動車開発担当常務・佐一郎の甥。佐一郎の強い勧誘で自動車の道へ。あらゆる面で佐一郎を支える。労動組合委員長の北川と親交が深いが、労働争議で互いの立場から対立を余儀なくされる。
モデルは豊田英二。
北川 隆二
演 - 吉田栄作
アイチ自動車労働組合委員長。正二とは同じ大学の院生であり、隈沢教授に有望な技術者として紹介される。労働者を守る立場ではあるが、常に会社の立場に立って労使協調路線を推し進める。正二の誘いで入社したが、後に対立を余儀なくされる。
近藤 利郎
演 - 萩原聖人
アイチ自動車取締役経理部長。佐一郎の理想に心酔して、自動車開発に参加。責任感が強く、経営危機の際には一人で全てを背負い込み奔走する。しかし、西国銀行に融資を拒否された心痛のあまり病に倒れ、急逝する。
三宅 光男
演 - 高橋和也
アイチ自動車取締役総務部長。アイチ自動車工業の創生期を支えた1人。「乏しきを分かつ」 理念の信奉者。常に労働者側に立ち、復員兵採用にも尽力。労組副委員長の高瀬と親交が深いが、石山に協力したため労働争議で対立してしまう。
太田 耐介
演 - 緋田康人
アイチ自動車拳母工場長・製造担当常務。佐一郎に乞われ、自動車開発の道へ。佐一郎のジャストインタイムの理念を具現化、職人達を説得して合理化を推進。
モデルは大野耐一。
島原 清吉
演 - えなりかずき
アイチ自動車創業期の職人。小型エンジン開発時から佐一郎とともに自動車開発の夢を追う。高瀬と出征したが、妻の美鈴を残し戦死。
神田 征太郎
演 - 神保悟志
アイチ自動車販売担当常務 → アイチ自動車販売社長。ゼネラル・モータースから引き抜かれる。「一にユーザー、二にディーラー、三にメーカー」という独自の理念でアイチの車販売を支える。
モデルは神谷正太郎。
高瀬 善造
演 - 須田邦裕
アイチ自動車労働組合副委員長。アイチ自動車工業の草創期を支えた1人。アメリカ車の流線型の車体を作るため、奔走する。戦地で清吉を失ったために弱い立場の労働者への思いが深く、佐一郎を信じてきたがゆえに人員整理に激しく抵抗し、会社批判の先頭に立って労使対立を煽る。
島原 美鈴
演 - 前田敦子
清吉の妻。夫の戦死後アイチ自動車に入社し、総務部社員となる。労動組合事務員として、後の労使対立を複雑な思いで見守る。
桜井 武
演 - 金子賢
梅谷 守
演 - 橋爪遼
藤城 貢
演 - 勝信
アイチ自動車工員。

### 日本銀行
財部 登
演 - 中村橋之助（現：八代目中村芝翫）
日本銀行総裁。東大時代は佐一郎と同級。佐一郎の自動車産業に端から反対する気難しい雰囲気の男。異例の若さで日銀の総裁になると、GHQ を様々な方法で懐柔し、日本経済を守ろうと試みる。インフレ抑制のために金融引き締めを実行した結果、日本経済は持ちこたえたが、多くの倒産企業と失業者を生む。それでも、日本経済を救うためだと自分の選択を信じる。
モデルは一万田尚登。
梶田 健二郎
演 - 戸田昌宏
日本銀行名古屋支店営業課長。

### 愛知家
愛知 洋一郎
演 - 溝端淳平
佐一郎の息子。自動車への興味は強いが、息子を同じ会社で優遇するのを嫌う佐一郎の意向で、別事業の関連他社で働く。
モデルは豊田章一郎。

### その他

#### LEADERS
隈沢 和志
演 - 市川右近
東京帝國大学工学部教授。自動車工学の第一人者。有能な技術者として、北川と正二を佐一郎に紹介し、自動車開発の一端を担う。
モデルは隈部一雄。
児島 正彦
演 - 吹越満
西国銀行（モデルは大阪銀行 → 住友銀行）名古屋支店長。アイチからの融資依頼を「機屋（自動織機）には貸せても鍛冶屋（自動車）には貸せない」と一蹴する。
モデルは小川秀彦（後に小川はプリンス自動車の社長に就任し、トヨタ自動車との合併を画策するもトヨタ側から「鍛冶屋の私どもでは不都合でしょうから」と拒否されることとなる）。
加藤 喬
演 - 金田明夫
三河銀行（モデルは東海銀行）頭取。アイチへの融資に前向き。
志村 武史
演 - 冨家規政
松坂銀行（モデルは帝国銀行 → 三井銀行）名古屋支店長。同じくアイチへの融資に前向き。
高瀬 真紀
演 - 寺島咲
善造の妻。
西尾 成次
演 - 伊東四朗
上海愛知紡績（親会社の「愛知紡績」のモデルはトヨタ紡織の前身・豊田紡織）支配人。佐一郎の父・佐助と交流があり、窮地に立たされた佐一郎に救いの手を差し伸べる。
モデルは上海豊田紡織廠の西川秋次。
斉藤 源一
演 - 原田泰造
大藪ガラス工場工員。
山田 六郎
演 - 六平直政
三河ゴム工場工員。

#### LEADERS II
浅田
演 - 尾上菊之助（特別出演）
若草自動車常務。菊間の上司であり若きエリート。
石坂 吉則
演 - 筧利夫
石坂鐵工所社長。
モデルは石川鉄工（現・ソミック石川）3代目社長の石川薫明。

## スタッフ
- 原案 - 本所次郎『小説 日銀管理』、『トヨタ自動車75年史』
- 協力 - トヨタ自動車、トヨタマーケティングジャパン、トヨタ産業技術記念館、トヨタ博物館、トヨタ鞍ヶ池記念館、愛知トヨタ自動車
- 撮影特別協力 - 日本銀行、豊橋市、奥出雲町
- 脚本 - 橋本裕志(1)、八津弘幸(2)
- 音楽 - 千住明
- 演出 - 福澤克雄
- ナレーション - 加賀美幸子
- 演出補 - 棚澤孝義、田中健太、伊藤雄介、福島宏介、佐久間晃嗣、森久祐弥、唐澤弦志
- 撮影監督 - 淺野太郎
- タイトルCG - 井田久美子
- 美術プロデューサー - 西條貴子、石田道昭
- VFX - OXYBOT
- 車輌監修 - 石川實、池田浩司、野村久司
- 鋳造監修 - 中山武治
- 法律監修 - 北村行夫
- 税理士監修 - 坂本剛
- 野球指導 - 荻野忠寛
- 芸者踊り協力 - 花柳輔礼乃社中
- 上海撮影協力 - 上海電影有限公司
- 特別協力 - ANAセールス
- 企画協力 - ライツアパートメント
- 車輌運搬協力 - 新明工業
- 映像提供 - ゲッティイメージズ、ライツスミス
- 資料提供 - 竹本知行
- ロケ協力 - 東三河県庁、ほの国東三河ロケ応援団、名古屋コンベンションビューロー、桑名フィルムコミッション、播州赤穂フィルムコミッション、奥出雲観光文化協会、前橋フィルムコミッション、綾部市、加古川市、赤穂市
- 宣伝 - 川鍋昌彦、小林文明、青木玲奈
- 編成 - 瀬戸口克陽、福田健太郎
- プロデューサー - 貴島誠一郎、伊與田英徳、川嶋龍太郎(2)
- プロデューサー補 - 上野かおる、藤井和史、山本大平
- 製作著作 - TBS

## 遅れネット局
- TBS系列の置局がない県において、系列外ネットも実施される。
  - 秋田放送（日本テレビ系列） - 第1部は2014年3月29日 12:00 - 14:25、第2部は同年3月30日 12:00 - 14:25
  - 福井テレビ（フジテレビ系列） - 第1部は2014年3月29日 12:00 - 14:23、第2部は同年3月30日 12:00 - 14:23
  - 四国放送（日本テレビ系列） - 第1部は2014年3月29日 12:00 - 14:25、第2部は同年3月30日 11:50 - 14:15
  - サガテレビ（フジテレビ系列） - 第1部は2014年3月30日 2:00 - 4:23（29日 26:00 - 28:23）、第2部は同年3月31日 1:25 - 3:48（30日 25:25 - 27:48）

## ロケ地
- ユニチカ豊橋事業所[6]
- トヨタ元町工場
- グンゼ綾部本社
- 桃井製網赤穂工場
- 日本毛織加古川工場
- 愛知県立時習館高等学校[6] - 体育館を使用。労働争議や主人公の葬儀シーンで使われた。
- 豊橋市公会堂[6] - 連合国軍最高司令官総司令部（GHQ）が入るビルとして使われた。
- 豊郷町立豊郷小学校[7] - 2代目校舎がアイチ自動車社屋として使われた。
- 福島県立安積高等学校